# Talha
Talha ist ein türkischer männlicher Vorname arabischer Herkunft.

## Namensträger
- Talha ibn ʿUbaidallāh, Prophetengefährte und wichtige Person des Frühislam
- Talha Uğur Çamlıbel (* 1954), Schweizer Politiker (Grüne Partei)
- Talha Mayhoş (* 1988), türkischer Fußballspieler
- Tayyib Talha Sanuç (* 1999), türkischer Fußballspieler
- Enes Talha Şenses (* 1998), türkischer Hochspringer

## Sonstiges
- al-Talha, ein fünfachsiger Truppentransporter; siehe Pakistanische Rüstungsindustrie
- Talha-Wein, traditionelle portugiesische Vinifizierungsmethode in der Region Alentejo. Die Trauben werden hier in großen offenen Tonkrügen unter Spontangärung ausgebaut.